# La vita segreta delle piante
La vita segreta delle piante è un libro di Peter Tompkins e Christopher Bird sulle loro ricerche nel mondo dei vegetali, riguardo alla possibilità che le piante non siano soltanto organismi passivi simili ad automi, sottomessi alle forze ambientali, bensì che abbiano la capacità di comunicare, di percepire gli eventi, di memorizzarli, e persino di provare emozioni.
L'idea del libro nacque a seguito degli esperimenti di un operatore americano di polizia sulle reazioni elettromagnetiche di una pianta registrate da una macchina della verità.

## Contenuto
Nell'introduzione Tompkins e Bird spiegano che già il biologo austriaco Raoul Heinrich Francé aveva teorizzato che «lo stato cosciente delle piante potesse avere origine in un mondo soprannaturale di esseri cosmici cui i saggi indù, molto prima della nascita di Cristo, diedero il nome di deva e che, al pari di fate, elfi, gnomi, silfidi e una schiera di altre creature, facevano parte della diretta visione e esperienza di chiaroveggenza tra i Celti e altri sensitivi».

### La ricerca moderna
Lo studio di Tompkins e Bird prende all'inizio in esame la figura di Cleve Backster e i suoi esperimenti con il galvanometro volti a registrare le variazioni del campo elettrico emesso dalle piante rispetto alle intenzioni e agli stati d'animo degli uomini, tramite elettrodi applicati alle foglie.
La conclusione di Backster fu che i vegetali sono capaci di captare le intenzioni umane, e di distinguere se sono vere o simulate. Il dottore giapponese Ken Hashimoto tradusse anche la loro attività vitale registrata dalla macchina in una sorta di musica o di canto.

### Pionieri dei misteri delle piante
Tra i più antichi sperimentatori dei segreti delle piante, Tompkins e Bird rievocano il ricercatore Jagadish Chandra Bose, il quale dimostrò che le piante utilizzano segnali elettrici per la comunicazione al proprio interno, teorizzando una forma di intelligenza che consente loro di imparare dall'esperienza e di adattare in base all'ambiente la propria crescita e atteggiamento.
Tra i pionieri viene poi annoverato il biochimico George Washington Carver, convinto indagatore dei segreti delle piante, persusaso che quelle cresciute naturalmente possedessero più vitalità di quelle coltivate. Un altro pioniere fu il poeta scienziato Goethe; questi sosteneneva che i tesori della natura non possono essere svelati da chi non è in empatia con essa. Nell'osservare le piante, la tendenza delle radici a protendersi verso il buio della terra, così come lo stelo si ergeva verso il cielo, suggerì a Goethe l'esistenza di una forza opposta e complementare a quella di gravità, di un luogo di "leggerezza" che interagiva con la pesantezza. Precursore di Charles Darwin, egli fu il primo a usare il termine «metamorfosi» nella sua opera omonima, dove espose la sua intuizione della pianta-tipo o Ur-pflanze, dotata in sé delle potenzialità di ogni forma vegetale: a partire da una sola, cioè, sarebbe possibile riprodurre tutte le piante.

### In sintonia con la musica delle sfere
Tompkins e Bird illustrano qui le possibilità di una relazione tra armonie musicali e forme delle piante, citando tra gli altri i lavori di Hans Kayser, e di due ricercatrici canadesi, Mary Measures e Pearl Weinberger.
Queste ultime rilevarono che la crescita dei vegetali è sensibile al tipo di musica a cui vengono esposti: quella classica melodica produce effetti positivi, consentendo di incrementare i raccolti, quella aspra a percussione del rock risulta invece cacofonica.

### Fanciulli del suono
A partire dall'Ottocento, in particolare dal 1840, anno di pubblicazione de La chimica nella sua applicazione in agricoltura e fisiologia del barone Justus von Liebig (successivamente pentitosi), Tompkins e Bird ravvisano che l'uomo, anziché collaborare colla natura, ha preferito iniziare a sfruttarla con additivi e fertilizzanti artificiali per ottenere il massimo della produttività, col risultato di un impoverimento progressivo dei terreni, se non di un vero e proprio inquinamento come nel caso dell'azoto usato per i campi di mais a Decatur.
Eppure la natura, se rispettata, sarebbe in grado di rigenerarsi con le sue forze. Secondo gli scritti di fine Ottocento di Albrecht von Herzeele, le piante sanno trasmutare l'azoto in potassio, il fosforo in zolfo, il calcio in fosforo, il magnesio in calcio, l'acido carbonico in magnesio.
I risultati di Herzeele furono confermati da Pierre Baranger, il quale sostenne che le piante conoscono il segreto degli alchimisti, perché sono in grado di effettuare trasmutazioni degli elementi, ad esempio dal manganese in ferro, per le quali la scienza nucleare impiegherebbe energie gigantesche.
Louis Kervran, osservando che i polli erano capaci di trasformare del silicio contenuto in briciole di mica nel calcare delle loro uova, dedusse che la materia ha proprietà sconosciute, e che le trasformazioni operate dagli organismi viventi al loro interno non possono essere soltanto di natura chimica.
L'antroposofo Rudolf Hauschka aggiunse che le piante non solo generano la materia, ma la spiritualizzano nuovamente, secondo un ritmo dettato anche dalle fasi lunari.
Wilhelm Reich dedusse perciò che la materia è creata da un'energia vitale da lui chiamata orgone, e che gli esperimenti da lui condotti con degli accumulatori di tale energia, capaci di accrescere la temperatura, invalidavano la seconda legge della termodinamica.
Tra gli altri, Michael Walczak applicò le teorie alchemiche alla medicina, sostenendo l'oro è il segreto della buona salute.
Nel capitolo viene menzionato anche il biochimico Ehrenfried Pfeiffer, praticante dell'agricoltura biodinamica, che scoprì il modo di rivelare quelle che il chiaroveggente Rudolf Steiner chiamava forze eteriche formative delle forme viventi, ricorrendo alla cromatografia.

### La radianza della vita
Tompkins e Bird passano quindi in rassegna il modo in cui l'energia delle piante è stata utilizzata in virtù dei loro poteri salutari. La scala Bovis fu ideata a tal fine da André Bovis per quantificare le vibrazioni sottili emesse da luoghi, oggetti o esseri viventi, percepite con la pratica rabdomante. Il quadrante di Bovis venne poi perfezionato dall'ingegnere elettrico André Simoneton che l'applicò alla valutazione dei cibi, classificandoli in base al grado di freschezza ed energia.
Concezioni analoghe sono state sviluppate dal medico inglese Edward Bach, che pensò di sfruttare l'energia emessa dai fiori per curare i disturbi delle persone con il metodo, che da lui prende il nome, dei fiori di Bach.
A seguito degli esperimenti di radionica di Simoneton, Albert Abrams mise a punto uno strumento, un oscilloclasto, in grado di diagnosticare e guarire le malattie di un paziente situato anche a distanza, servendosi soltanto di una sua goccia di sangue.
Tre ingegneri civili, Curtis Upton, William Knuth e Howard Armdtrong, fondatori della UKACO Inc., pensarono di applicare questo metodo all'agricoltura per combattere le infestazioni delle piante di cotone, ma in una maniera ancora più innovativa: anziché investire direttamente i campi con le radiazioni, si servirono di fotografie, scattate dall'alto sulle piantagioni di cotone, esponendole al veleno per i parassiti posto all'interno dello strumento. Il successo dell'esperimento, che liberò le coltivazioni dai parassiti senza usare pesticidi chimici con risparmi da capogiro, fu dovuto per Tompkins al fatto che le fotografie vibravano omeopaticamente alla stessa frequenza delle piante ivi raffigurate. La ripetizione del trattamento, grazie al quale vennero curati i campi di numerosi altri coltivatori, allertò tuttavia le industrie di insetticidi che si erano viste in tal modo sottratti ingenti guadagni. Costoro, chiamando in causa pezzi grossi del governo, avversarono in tutti i modi la UKACO facendo bollare il suo procedimento come fraudolento, e costringendola infine a chiudere.
Nonostante i tentativi di boicottaggio, la storia della radionica proseguì con l'operato di altre figure, quali Ruth Drown, Thomas Galen Hieronymus, il quale ravvisò che l'energia delle piante è assai poco assimilabile all'elettromagnetismo, o i coniugi De La Warr, che verificarono la permanenza di una relazione vibratoria tra una pianta e una foglia staccata da essa, così come tra una persona ed una sua goccia di sangue.
Alla fine del libro, la conclusione di Tompkins e Bird è la seguente:
(Cit. pag. 348)

## Fortuna
Dal libro venne tratto un film-documentario del 1979 con lo stesso nome, diretto da Walon Green e con una colonna sonora di Stevie Wonder, distribuito da Paramount Pictures.